# Acosmeryx shervillii
Espèce
Acosmeryx shervillii est une espèce de papillons de la famille des Sphingidae, sous-famille des Macroglossinae, de la tribu des Macroglossini et du genre Acosmeryx. 

## Description

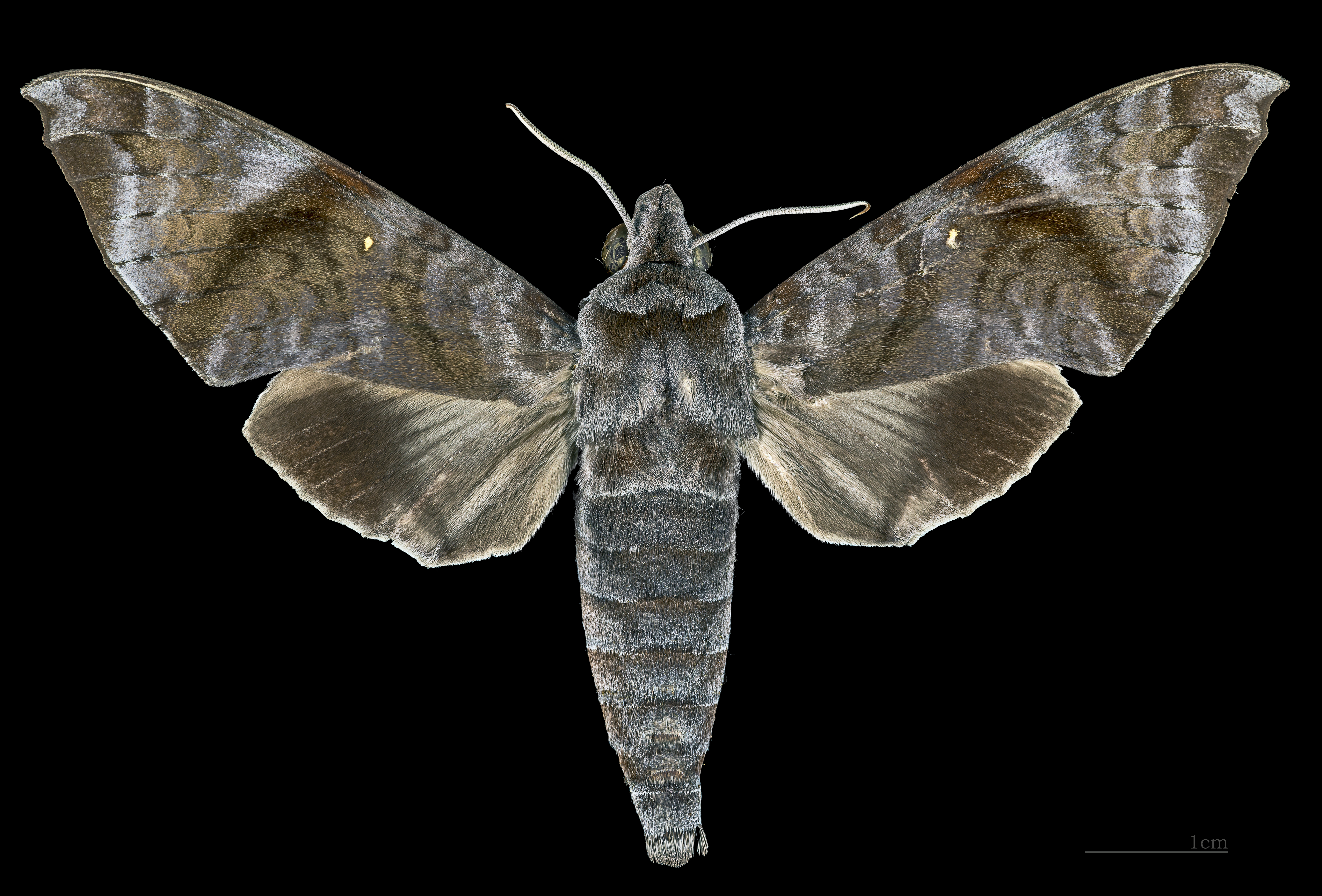
Face dorsale du mâle MHNT
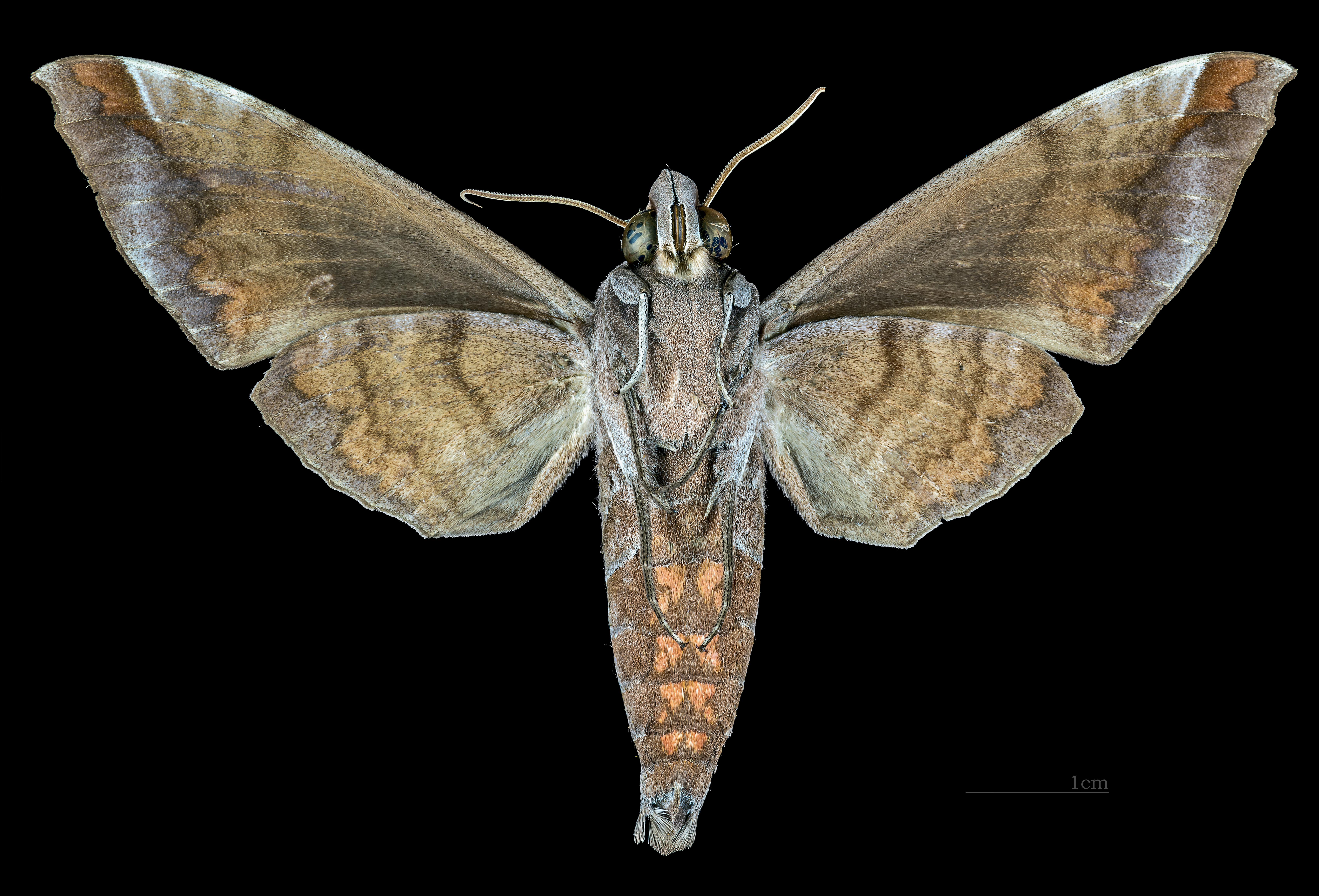
△ Revers du mâle MHNT
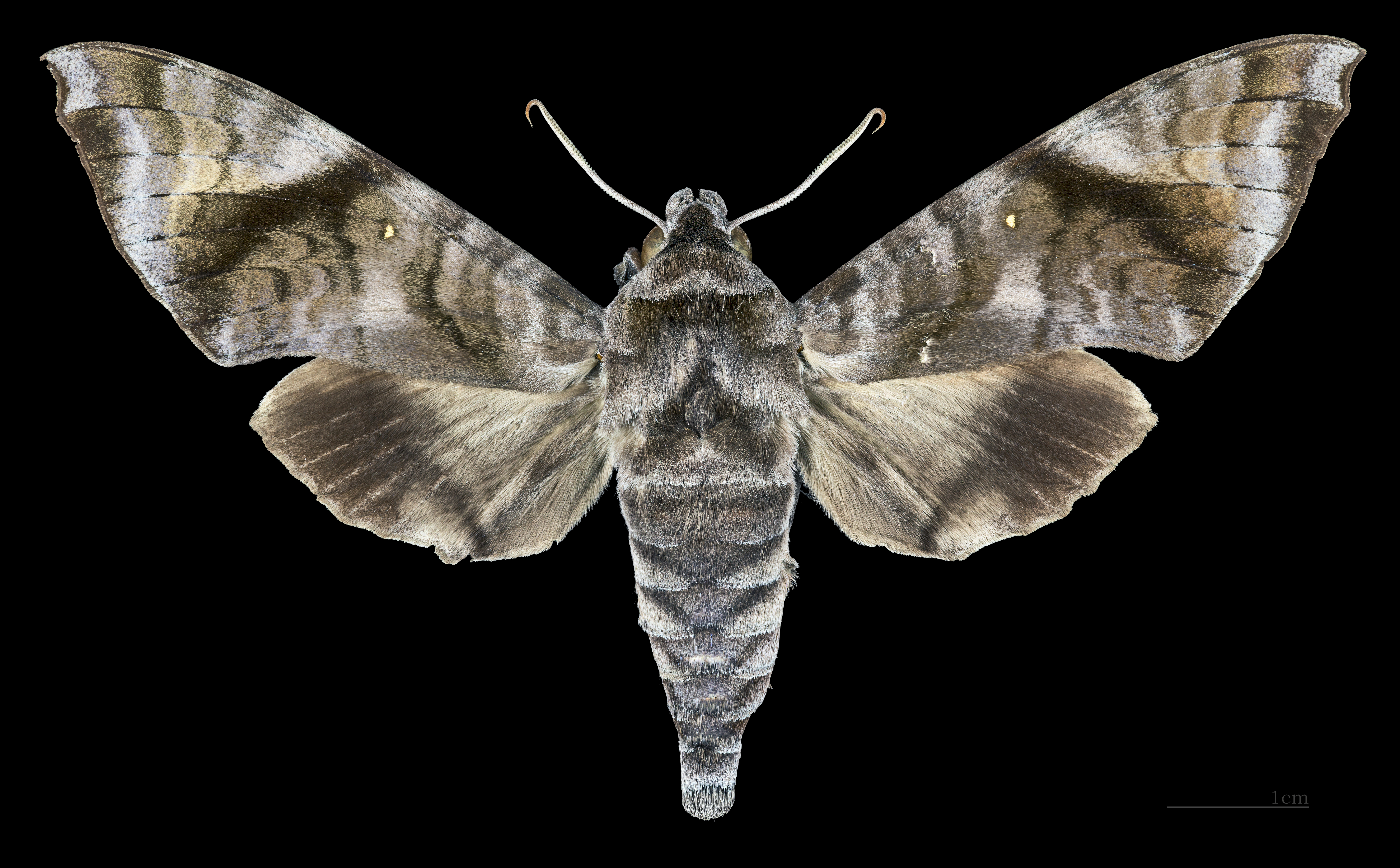
Face dorsale de la femelle MHNT
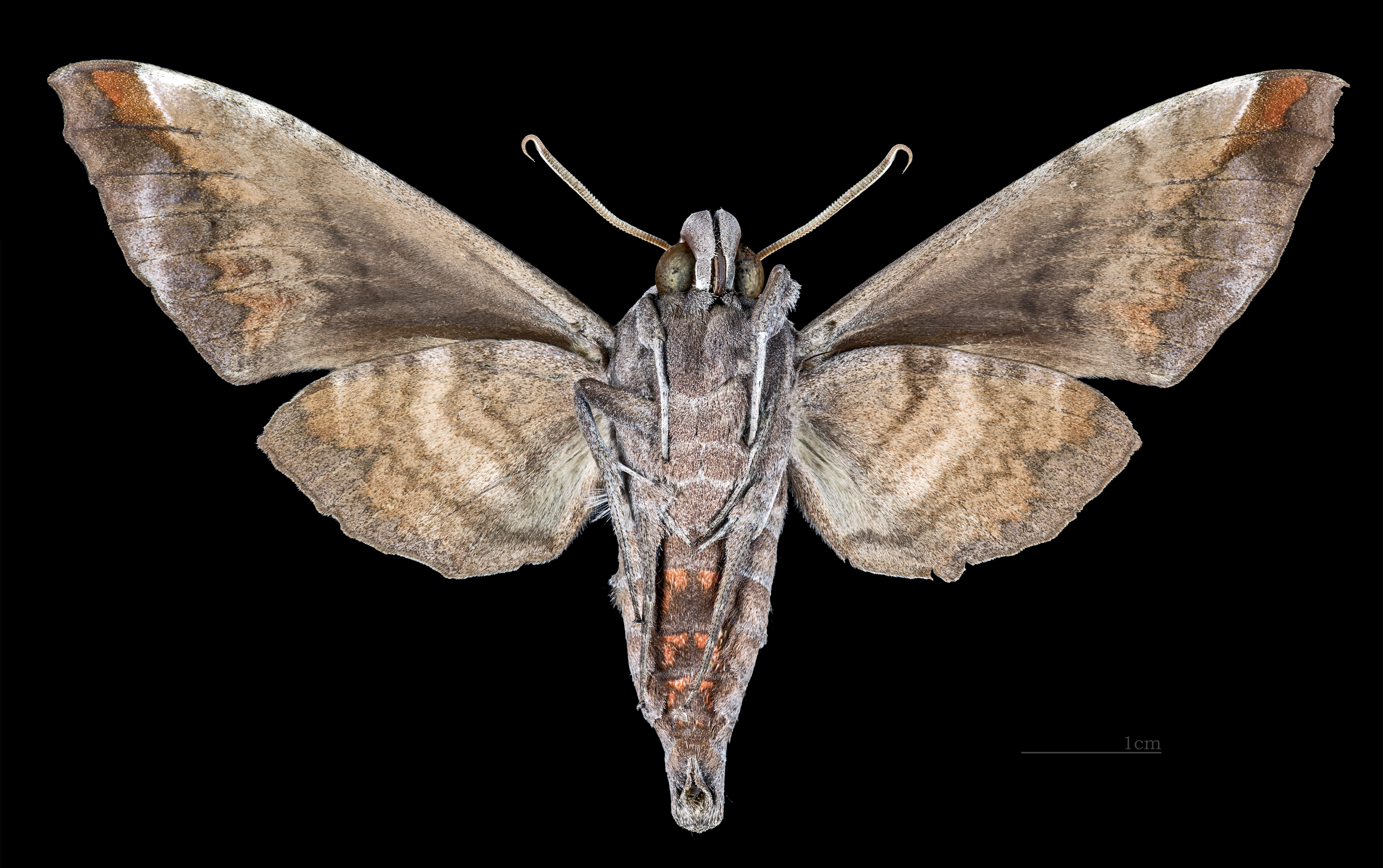
△ Revers de la femelle MHNT

## Répartition et habitat
Répartition
Il se rencontre depuis l'Inde jusqu'aux îles de la Sonde, à Hong Kong, aux Philippines et au Sulawesi.

## Biologie
Les chenilles se nourrissent sur Saurauia, Dillenia, Leeaceae, Cayratia, Cissus et certaines espèces de Vitis.

## Systématique
L'espèce Acosmeryx shervillii a été décrite par l’entomologiste français Jean-Baptiste Alphonse Dechauffour de Boisduval, en 1875.

### Synonymie
- Acosmeryx cinerea Butler, 1875[3]
- Acosmeryx pseudonaga Butler, 1881[4]
- Acosmeryx miskini brooksi Clark, 1922[5]
- Acosmeryx socrates obliqua Dupont, 1941